# Wybory parlamentarne w Belize w 1979 roku

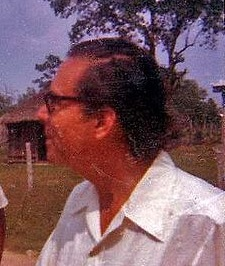
George Cadle Price

Wybory parlamentarne w Belize w 1979 roku zostały przeprowadzone 21 listopada w celu wyłonienia 18 członków Zgromadzenia Ustawodawczego. Zwycięstwo w wyborach uzyskała Zjednoczona Partia Ludowa (PUP), która zdobyła 13 mandatów, o jeden więcej niż pięć lat wcześniej. Skład Zgromadzenia Ustawodawczego uzupełniła Zjednoczona Partia Demokratyczna. Premierem został po raz kolejny George Cadle Price.

## Wyniki wyborów parlamentarnych
Do udziału w wyborach uprawnionych było 50 091 osób. Głosy oddało 44 971 obywateli, co dało frekwencję na poziomie 89,9%. Głosy można było oddać na jednego z 38 kandydatów. Poza przedstawicielami dwóch czołowych partii, w wyborach kandydowało też dwóch członków Partii Postępu Toledo - w okręgach Toledo North i Toledo South.
|  | Partia                           | Głosy  | Procent | Mandaty | % mandatów |
|  | -------------------------------- | ------ | ------- | ------- | ---------- |
|  | Zjednoczona Partia Ludowa        | 23 309 | 51,8%   | 13      | 72,2%      |
|  | Zjednoczona Partia Demokratyczna | 21 045 | 46,8%   | 5       | 27,8%      |
|  | Partia Postępu Toledo            | 96     | 0,2%    | -       | -          |
|  | Głosy nieważne                   | 521    | 1,2%    | -       | -          |
|  | Razem                            | 44 971 | 100,0%  | 18      | 100,0%     |